# Fadilah Shamika Mohamed Rafi
Fadilah Shamika Mohamed Rafi, née le 6 avril 2005, est une joueuse ougandaise de badminton.

## Carrière
Fadilah Shamika Mohamed Rafi est médaillée de bronze au Championnat d'Afrique de badminton par équipes mixtes 2021 ainsi qu'en doubles dames avec  Tracy Naluwooza aux Championnats d'Afrique de badminton 2021 puis médaillée d'argent aux Championnats d'Afrique de badminton par équipes 2022. Elle est médaillée d'or en simple dames aux Championnats d'Afrique de badminton 2023 à Johannesbourg. Elle est médaillée d'argent en simple dames et médaillée de bronze en double dames avec Tracy Naluwooza aux Championnats d'Afrique de badminton 2024 au Caire. Elle est aussi médaillée d'argent aux Championnats d'Afrique de badminton par équipes 2024.
Elle remporte aux Jeux africains de 2023 à Accra la médaille de bronze en simple dames.
Elle est médaillée de bronze en simple dames aux Championnats d'Afrique de badminton 2025 à Douala.